# Pinça molecular

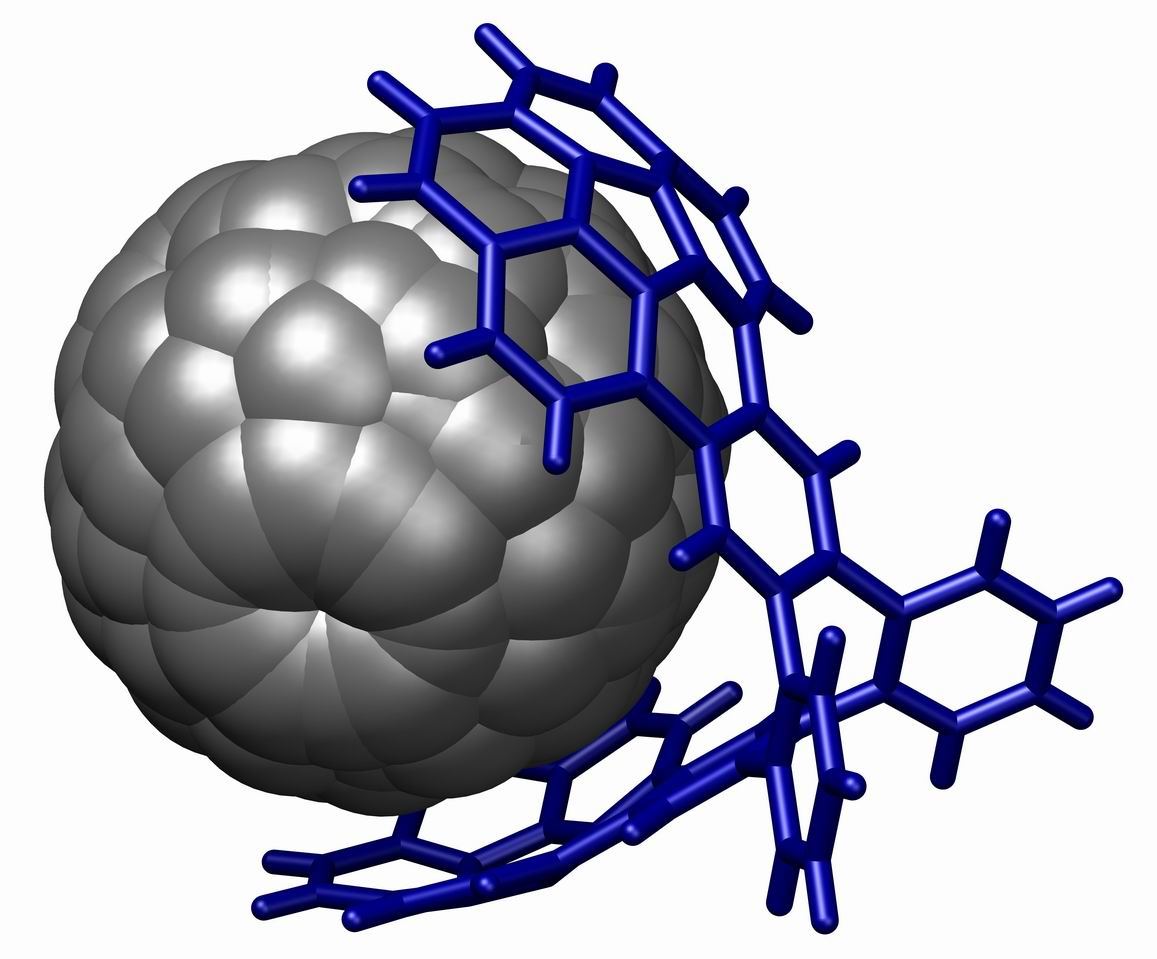
Ação de uma pinça molecular de fulereno.

As pinças moleculares, às vezes denominada clips moleculares, são macrociclos acíclicos complexos moleculares com cavidades abertas capazes de atrair ligações. O termo "pinça molecular" foi usado pela primeira vez por Howard J. Whitlock, mas foi desenvolvida e popularizada por Steven C. Zimmerman, em meados da década de 1980 ao início de 1990. A cavidade aberta da pinça molecular pode ligar usando ligações não-covalentes que incluem ligações de hidrogênio, a coordenação do metal, forças hidrofóbicas, forças de Van der Waals, interações π-π, e/ou efeitos eletrostáticos. Esses complexos são um subconjunto de macrociclos receptores moleculares e sua estrutura é que os dois "braços" que se ligam a molécula efetuada entre eles estão apenas conectados por uma extremidade.

## Relações externas
- Artigos sobre moléculas de dezembro de 2004: Pinças moleculares de escala nanométrica e artigo[ligação inativa]
- «Pinças moleculares cristalizadas»